# Double Destinée
Pour l’article homonyme, voir Double Destinée (téléfilm).
Pour plus de détails, voir Fiche technique et Distribution.
Double Destinée (titre original : La otra) est un film mexicain de Roberto Gavaldón sorti en 1946. Un film américain, La mort frappe trois fois, distribué en 1964, a été réalisé par Paul Henreid à partir du même roman, dû à Rian James (en) et dont le script appartenait à la Warner Bros.
En juillet 1994, le film est sélectionné dans la liste établie par la revue Somos des 100 meilleurs films mexicains de tous les temps.

## Synopsis
Magdalena vient de perdre son mari et hérite d'une immense fortune. Sa sœur jumelle María est, au contraire, une modeste manucure et n'arrive guère à joindre les deux bouts. Roberto, son fiancé, vit dans l'expectative et attend des jours meilleurs pour l'épouser. Lasse de cette situation, María décide d'assassiner sa sœur. Mais le sort lui réserve une mauvaise surprise. 

## Fiche technique
- Titre du film : Double Destinée
- Titre original : La otra
- Réalisation : Roberto Gavaldón
- Assistant réalisateur : Ignacio Villaral
- Scénario : R. Gavaldón, José Revueltas d'après le roman de Rian James, La otra aka Dead pigeon.
- Photographie : Alex Phillips - Noir et blanc
- Musique : Raúl Lavista
- Décors : Gunther Gerzso
- Montage : Charles L. Kimball
- Production : Mauricio de la Serna, Jack Wagner pour Producciones Mercurio
- Pays d'origine :  Mexique
- Langue originale : Espagnol
- Durée : 101 minutes
- Date de sortie : 20 novembre 1946 au Mexique
- Affiche : Pierre Segogne (France)

## Distribution
- Dolores del Río : Magdalena Montes de Oca/María Méndez
- Agustín Irusta : Roberto González
- Víctor Junco : Fernando
- José Baviera : De la Fuente
- Manuel Dondé : L'agent Vilar
- Conchita Carracedo : Carmela

## Commentaire
La otra est un bel exemple de film noir : fidèlement adapté du récit de Rian James, la narration est effectuée en style direct et le film « splendidement photographié par Alex Phillips » baigne dans « une esthétique d'intérieurs plongés dans l'ombre, de paysages urbains nocturnes - l'action se déroule à Mexico - et de références oniriques. »
Selon le critique et cinéaste Ariel Zúñiga, qui a étudié l'œuvre du réalisateur, les films de Roberto Gavaldón portent l'empreinte de thèmes récurrents. L'Autre (La otra) figure au rang de ceux-ci : « une jumelle usurpe la personnalité de sa sœur et assumera cette appropriation jusqu'aux conséquences les plus extrêmes. » La transformation de María ne peut s'accomplir sans conflits intérieurs. María n'est, par ailleurs, point décrite de façon manichéenne. « Gavaldón le montre clairement dans la scène où María se contemple dans le miroir de Magdalena après l'avoir supplantée, et la triple image qui lui est renvoyée la remplit d'effroi. »
« Dans un autre ordre d'idée, nous devons souligner l'analogie du sujet, voire le parallélisme, avec un film américain projeté au Mexique deux mois après La otra : La Double Énigme de Robert Siodmak. Ces deux films ont été tournés simultanément, ou presque », signale encore Ariel Zúñiga. Le film de Gavaldón remporta un plus grand succès. La langue explique, en partie, ce résultat. « Mais la langue ne nous paraît pas être un motif suffisant » pour expliquer l'accueil public de La otra. « Il suffit de procéder à une étude comparative et détaillée de ces deux films pour constater que The Dark Mirror est beaucoup plus timoré et puritain, qu'il a des ficelles un peu faciles et que sa forme est beaucoup moins ambitieuse et élaborée », estime Ariel Zúñiga.